# Rockalltrog

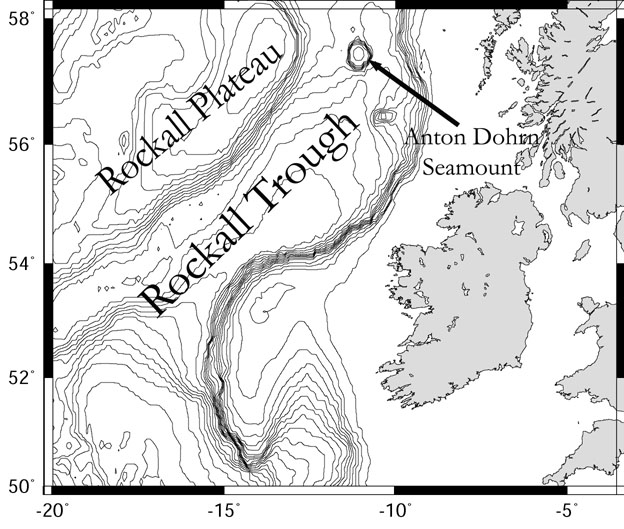
De Rockalltrog ('Rockall trough')

De Rockalltrog is een trog in de Atlantische Oceaan ten westen van Ierland en Schotland. De trog is vernoemd naar het rotseilandje Rockall.
Aan de noordwestelijke zijde wordt de trog begrensd door het Rockallplateau dat aan de noordkant eindigt in de Wyville Thomsonrug. De zuidzijde van de trog wordt gevormd door de Porcupine-bank.
De trog verloopt grofweg in de richting zuidwest-noordoost, is circa 150 km breed en 800 km lang. De bodem is aan de noordoostelijke zijde ongeveer 1000 meter diep; aan het zuidwestelijke uiteinde gaat de trog op een diepte van circa 4 km over in de abyssale vlakte.
Een opvallend aspect van de trog is de Anton Dohrn Seamount: een onderzeese berg die anderhalve kilometer uittorent boven de omgevende trogbodem.

## Geologie
Veel is nog niet bekend van de geologische oorsprong van de Rockalltrog. Oorspronkelijk ging men ervan uit dat het oceaanbodem is, maar modernere inzichten wijzen uit dat het gebied een continentale oorsprong heeft. Door de continentverschuiving waarbij Noord-Amerika en Groenland naar het Westen zijn verschoven, ontstond er circa 55 miljoen jaar geleden een scheur in het toenmalige continentaal plat waarbij het Rockallplateau als een microcontinent afbrak en het gebied daartussenin uitgerekt werd en daalde zodat de trog ontstond. De Anton Dohrn Seamount die toentertijd ver boven water uit getorend moet hebben, is tegelijk met de bodem van de trog omlaag gezakt en afgesleten, zodat de top daarvan nu circa 600 meter onder water ligt.